# Stetten (Argovie)
Pour les articles homonymes, voir Stetten.
Stetten est une commune suisse du canton d'Argovie, située dans le district de Baden.

Vue aérienne (1946).